# Branžovy
Branžovy je přírodní památka poblíž Loděnice u Berouna v okrese Beroun. Lokalita je tvořena severozápadně ukloněným svahem na hranici CHKO Český kras.
Důvodem ochrany je cenná lokalita s výskytem zvláště chráněných teplomilných druhů rostlin jako například z rostlin prvosenka jarní (Primula veris), ze dřevin jeřáb dunajský (Sorbus danubialis), dub žlutavý (Quercus dalechampii). V okolí dále roste sasanka lesní (Anemone sylvestris) či medovník meduňkolistý (Mellitis melissophyllum).